# Екранас
«Екра́нас» (лит. Ekranas) — литовський футбольний клуб із Паневежиса, заснований 1964 року. Припинив виступи на професійному рівні у 2014 році. Відновлений у 2020 році.

## Досягнення
Ліга A
- Чемпіон (7): 1992-93, 2005, 2008, 2009, 2010, 2011, 2012
- Срібний призер (3): 2003, 2004, 2006

Кубок Литви:
- Володар кубка (4): 1998, 2000, 2010, 2011

Суперкубок Литви:
- Володар кубка (2): 1998, 2006